# Petrus Josephus Jans
Petrus Josephus Jans (ur. 1909, zm. 1994) – holenderski duchowny, teolog starokatolicki, biskup Deventer Kościoła Starokatolickiego w Holandii.
Petrus Jans otrzymał święcenia kapłańskie w 1934 roku. Początkowo pracował jako wikariusz parafii starokatolickiej w Ijmuiden, a następnie był związany z parafią starokatolicką w Amsterdamie, gdzie służył kolejno jako wikary, a później proboszcz. W latach 1945–1963 rektor seminarium duchownego w Amersfoort, gdzie w latach 1947-1965 pełnił stanowisko profesora i wykładowcy dogmatyki oraz teologii praktycznej. 
W 1963-1971 pełnił posługę proboszcza parafii św. Urszuli i Marii w Delfcie, a następnie administrował parafią starokatolicką w Hadze. Od 1959 roku był biskupem Deventer. W 1979 roku ustąpił z pełnionych funkcji i przeszedł na emeryturę.